# DJ Tonka
DJ Tonka (pseudonimul lui Thomas-René Gerlach, n. 24 iunie 1973, Mainz, Germania) este un artist german de muzică electronică. El este, de asemenea, cunoscut sub numele de Tonka, Chip Tunes și Thomastic.

## Carieră
La începutul carierei sale, Thomas-René Gerlach lucrat cu producătorii Ian Pooley în trupa Outrage, Space Cube, iar T'N'I. Împreună au produs mai multe înregistrări în techno, progressive house și breakbeat. În 1996, parteneriatul a fost dizolvat (un EP cu piese nelansate a fost totuși lansat în 1997).
Ca artist solo, Gerlach a luat numele de DJ Tonka și a început să producă muzica house, cu influențe de la synthpop și de la stilul American garage house. El a realizat o oarecare notorietate ca și remixer, refăcând melodii cum ar fi "Trapped" pentru artistul disco Colonelul Abrams, "Love Shack" pentru The B-52's și "Push It" pentru Salt-N-Pepa.
Tonka îi menționează pe Grandmaster Flash și Depeche Mode în rândul celor care îl influențează. El a fondat, de asemenea, două case de discuri: Uplifting Records în 1997 și Vivienne Records în anul 2000.

## Discografie

### DJ Tonka Singles & EPs
- 1995 Flashback (Force Inc. US)
- 1995 Flashback, Remixes (Outland Rec./NL)
- 1995 Got To Get Up (Force Inc. 100)
- 1995 Feel (Force Inc. US,Disco Magic/Italy,Airplay Rec./France)
- 1995 Feel, Remixes (Force Inc. US)
- 1995 Phun-ky (Force Inc. US,Skint/UK,Dance Net/Australia)
- 1996 Feel Phun-ky EP (Outland Rec./NL)
- 1996 Old Skool (F.Inc.US,Dance Net/Aus,Happy One/Danm,Pen Pot/Italy)
- 1996 Feel The Street vs Deskee (Force Inc. US)
- 1996 Feel The Street vs. Deskee, Remixes (Outland Rec./NL)
- 1996 Radical Noise, Remixes (Outland Rec./NL)
- 1996 Happiness (Force Inc. US)
- 1997 Old Skool - Joey Negro Rmx (Club Masters/UK)
- 1997 Old Skool - Fletch Remix (Happy One/Danm)
- 1997 The Night, Security (Upl,Warn/Ger,Ginger Music/Spain,Hitland/Italy,Airplane/France)
- 1998 She Knows You (Uplifting Rec./Warner)
- 1998 She Knows You, Birthday Edition (Uplifting Rec.)
- 2000 Don´t Be Afraid (Vivienne Rec., Warner/Ger., BlancoYNegro/Spain)
- 2000 Don´t Be Afraid, Nerio´s Dubwork Remix (Promo Only/Warner)
- 2002 J.O.E, Never! (Vivienne Rec.)
- 2002 Keep Klimbing (Vivienne Rec.)
- 2004 84 (Vivienne Rec. Warner)
- 2004 Get Back, PT1 (Vivienne Rec. Warner, BlancoYNegro/Spain)
- 2004 Get Back, PT2 (Vivienne Rec. Warner, BlancoYNegro/Spain)
- 2004 84 (Vivienne Rec.)
- 2008 Orca, Freeze (Munich Disco Tech Vol.1, Great Stuff Germany)
- 2008 Orca, Ian Pooley Rmx (Munich Disco Tech Vol.2, Great Stuff/Germany)
- 2008 Drop Box EP (Alphabet City/Germany)
- 2009 Ready For War EP (Southern Fried Records/UK)
- 2011 Aliens & Earthlings (WePLAY/Germany)
- 2012 Atlantis (WePLAY/Germany)
- 2012 Atlantis Remixes (WePLAY/Germany)

TONKA prezintă CHIP TUNES
- 2001 Heartjumpa, Reflect, Fallin`, Passion (Chip Tunes,Warner/Germany)

### Albume de studio
- 1998: Peaktime (In One Go) (Warner/Germany)
- 2004: 84 (Uplifting Rec. Warner/Germany)

### Mix CD-uri
- 1998: The House Of Disco (Vision Sound Carriers/Germany)
- 2000: Essential Streetparades / Proved (Warner Music/Germany)

### DJ Tonka remixuri
- 1995 Ian Pooley - Celtic Cross Remixes (Force Inc.)
- 1996 Celvin Rotane - You´ve Got To Be You (Alphabet City/Edel)
- 1996 The Moodyman - The Dancer (After Midnight Rec.,UCA Records/NL)
- 1996 Smokin´Beats - Disco Dancin´ (Music Man,Legato Rec.,News/Belgium)
- 1996 Full Intention - America (Logic/Germany,Sugar Daddy,Stress Rec/UK)
- 1996 The Hipgrinders - Good Times (Positiva,Additive/UK)
- 1996 Gina G - I Belong To You (Eternal,Warner/UK)
- 1997 Colonel Abrahams - Trapped (Up Beat,Warner/Germany,Mantra/Italy,Ginger/Spain)
- 1997 Jimmy Somerville - Safe (Heaven Rec./Germany,Ginger/Spain)
- 1997 Bootsy Collins - "I'm Leavin' U (Gotta Go, Gotta Go)" (feat. MC Lyte) (Warner/Germany,Mercury/US)
- 1997 Dave Angel - Funk Music (Island/UK)
- 1998 The Funkjunkeez a.k.a. Roger Sanchez - Got Funk? (Strictly/US, Motor/Germany)
- 1998 Louise - All That Matters (EMI/UK)
- 1998 Urban Soul - Love Is So Nice (VC,Virgin/UK)
- 1998 Black & White Brothers - Put Your Hands Up (Edel/Germany,Happy Music/France)
- 1998 DJ Tonka vs The B52's - Love Shack (Warner/Germany,Reprise/US)
- 1998 K-Klass - Live It Up (EMI/UK, Dance Factory/Italy)
- 1999 Salt-N-Pepa - "Push It" (Motor/Germany)
- 1999 Tony Esposito - Kalimba De Luna (Warner/Germany)
- 2000 Dominica - Gotta Let You Go (Fuel, East West, Warner/Germany,Outland Music/NL)
- 2000 Bump a.k.a. Steve Travell & MA - I'm Rushing (Fuel,East West,Warn/Germany)
- 2001 Cleptomaniacs a.k.a. Brian Tappert & John Julius Knight – All I Do (Edel/Germany)
- 2002 Robin S. - Show Me Love (Stereoph,BMG/Ger., Champion/UK)
- 2002 Robin S. - Luv 4 Luv (Stereophonic, BMG,Champion/UK)
- 2002 Alizée - "L'Alizé (Tonka's Sunny Season Mix)" (Universal/Germany & France)
- 2002 Sharam Jey pres the Punisher - Straight Up! (King Kong Rec,Warner/Germany)
- 2004 Ian Pooley ft Jade & Dantelle - Heaven (Pooled Music,MOS/Germany)
- 2004 Erick Morillo ft. Leslie Carter - Waiting In The Darkness (Subliminal/US)
- 2005 Tonka vs The Adjuster - All over Again (Disco Inc.,Force Inc./Germany)
- 2005 Room 5 a.k.a. Junior Jack - Make Love 2005 (EMI/Germany)
- 2006 Ian Pooley & Tonka - Celtic Cross 2006 (Pooled Music/Germany)
- 2006 Erick Morillo ft P.Diddy - Dance I Said (Subliminal/US)
- 2008 MDX & Namito - Hot & Spicy (Long Distance Rec./Australia)
- 2009 Gus Gus - Lust (Great Stuff/Germany)
- 2009 Ian Pooley vs Zoo Brazil - Reader (Pooled Music/Germany)
- 2009 Coburn - We Re-Interrupt This Programme (Tasted,Great Stuff/Germany)
- 2009 Aquasky - You Know We Do It Big Girl (Passenger/UK)
- 2009 AudioFun - Dirty Gold (Freek Records/UK)
- 2010 Ellie Goulding - "Guns and Horses" (Polydor/UK)
- 2010 Housse de Racket - Oh Yeah! (M20 Solution,Kuskus/France)
- 2010 Simon Rose - Stachus (Bobble Music/Germany)
- 2010 Mercedes - Shock Absorber (Eye Industries/UK)
- 2010 Aggro Santos - Saint Or Sinner (Mercury Records,Future Rec./UK)
- 2010 The Wanted - Heart Vacancy (Geffen Records/UK)
- 2011 Natalia Kills - "Mirrors" (Interscope Rec./USA)
- 2011 Dabruck & Klein ft Ollie James- I Found Love (WePLAY/Germany)
- 2011 Arty - Around The World (WePLAY/Germany, Anjunabeats/UK)
- 2012 The Disco Boys - Around The World (WePLAY/Germany)
- 2012 Medina - Forever (EMI/ Germany)
- 2012 Laserkraft 3D - Urlaub (WePLAY/Germany)
- 2015 Robin Schulz - Headlights DJ Tonka's Sunlight Radio Mix (TONSPIEL/Warner Music Group)

### Alte proiecte
THOMASTIC (Producții și remixuri)
- 1993 Eurostyle Tunes Vol.1 (Intense Rec./Germany)
- 1993 I Want to Be Free - Rmx (Intense Rec. BMG Ariola/Germany)
- 1993 Dream Team EP, Whirlpool Prod. - Dreaming, Remixes (Intense Rec./Germany)

T´N´I (DJ Tonka & Ian Pooley)
- 1991 Low Mass E.P. (Force Inc./Germany)
- 1991 Trip Men w. Alec Empire (Force Inc./Germany)
- 1991 Paris, No More Ugly Germans, Compilation & Single (Sony Music, Germany)
- 1992 Disco Beam E.P. (Intense Rec. Germany)
- 1992 Do You Still Care? ft Marie Pullins (Polydor/Germany)
- 1993 Depart EP (Intense Rec/Germany)
- 1993 I Want to Be Free (Intense Rec.,BMG Ariola/Germany)
- 1994 Mad Situation, Be Straight (Force Inc./Germany)
- 1995 Nothing Can Stop Us (Force Inc.100 Compilation/Germany)

T´N´I Remixuri (DJ Tonka & Ian Pooley)
- 1992 Paris Red - Do Ya (Feel It) (Dance Pool, Sony Music/Germany)
- 1992 The Bionaut - Everybody is Kissing Everyone (Intense Rec/Germany)
- 1992 Paradise Project - Deep Green (Sony, Germany)
- 1993 Dream Team EP w. Whirlpool Prod. - Dreaming (Intense Rec./Germany)
- 1993 Formosa - Dr. Strangelove (Sony/Germany)
- 1993 Rainforest - The Birds (Now! Rec./Germany)
- 1993 House Pimps - Get The Hook (Now! Rec./Germany)

SPACE CUBE (DJ Tonka & Ian Pooley)
- 1991 Space Cube EP (Force Inc./Germany)
- 1992 Machine & Motion (Force Inc./Germany)
- 1992 Pure Tendency - Ritchie Hawtin Rmx (R&S Rec./Belgium)
- 1992 Kool Killer EP 1 (Force Inc/Germany)
- 1993 Kool Killer EP 2 (Force Inc./Germany)
- 1993 Kool Killer EP 3 (Force Inc./Germany)
- 1993 Kool Killer EP, UK Mixes (Edge Rec/UK)
- 1993 The Latest Adventures Of Kool Killer (Dragnet/Sony, Germany)
- 1993 Sassion ft Gordon Matthewman & Force Mass Motion (Edge Rec/UK)
- 1993 The Unrel. Project EP (Solid Preassure Continental/CH)
- 1994 Inbound, Outbound (Riot Beats/Germany)
- 1994 Kommerz Killer (Riot Beats/Germany)
- 1995 Dschungelfieber, Remixes (Riot Beats/Germany)
- 1996 DJ Tonka & Ian Pooley's Unrel. Space Cube Tracks (Upflifting Rec./Germany)

SPACE CUBE Remixuri (DJ Tonka & Ian Pooley)
- 1993 Ilsa Gold - Silke (Force Inc./Germany)
- 1993 N.R.G. - I Need Your Lovin' (Force Inc./Germany,Chill Rec./UK,Pyro Tech/US)
- 1993 D.A.C. Robinson - Lucky Strike (Rabbit City Records/UK)
- 1995 Legend B - Lost In Love (Lanka/Germany)

OUTRAGE (DJ Tonka & Ian Pooley)
- 1991 Emperor, Daylight (Force Inc./Germany)